# Sonneville
Sonneville är en kommun i departementet Charente i regionen Nouvelle-Aquitaine i västra Frankrike. Kommunen ligger  i kantonen Rouillac som ligger i arrondissementet Cognac. År 2018 hade Sonneville 227 invånare.

## Befolkningsutveckling
Antalet invånare i kommunen Sonneville
Referens:INSEE